# الکساندر کمبل
الکساندر کمبل (انگلیسی: Sir Alexander Campbell, 1st Baronet; ۲۰ اوت ۱۷۶۰ – ۱۱ دسامبر ۱۸۲۴) فرد نظامی اهل پادشاهی متحد بریتانیای کبیر و ایرلند بود. وی همچنین برندهٔ جوایزی همچون نشان حمام شده‌است.